# Мешовита штафета 4 × 400 метара
Мешовита штафета 4×400 метара је штафетна трка 4×400 метара у којој екипе имају по два мушкарца и две жене. Од марта 2022. чланови тима морају да трче по редоследу мушкарац-жена-мушкарац-жена. Ова штафетна дисциплина је уведена први пут на Светском првенству у тркама штафета 2017, а затим је одржана и на Светском атлетском првенству 2019. у Катару.

## Историјат
Део контроверзи везаних за овај вид штафетне трке, био је да ако тимови распореде мушкарце и жене да трче у различитим редоследима, онда се јавља могућност да се велика предност преокрене када мушкарци и жене трче једни против других. Сви тимови у финалу Светског првенства у тркама штафета 2017. трчали су у редоследу мушкарац-жена-жена-мушкарац. У финалу дебија ове дисциплине на Светском првенству 2019. године, сви осим Пољског тима изабрали су редослед мушкарац-жена-жена-мушкарац. Пољска је изабрала редослед мушкарац-мушкарац-жена-жена. У марту 2022. промењено је правило које сада налаже да сваки тим мора да користи редослед мушкарац-жена-мушкарац-жена.
Мајкл Џонсон је коментарисао да је дисциплина забавна, али је изразио забринутост да може да згусне ионако прегуст распоред дисциплина на највећим међународним такмичењима.

## Напредак светског рекорда
Први светски рекорд који је признала Светска атлетика поставио је тим САД у времену 3:12,42 (три минуте, 12 секунди, 42 стотинке). Они су ово време истрчали 28. септембра 2019. у квалификацијама Светског првенства у Дохи 2019. Амерички тим је потом у финалу следећег дана поставио нови рекорд од 3:09,34. У финалу Светског првенства у атлетици 2023, тим САД је надмашио претходни рекорд истрчавши 4 пута 400 метара за 3:08:80.
У полуфиналу Олимпијских игара у Паризу 2024. штафета Сједињених Америчких Држава у саставу Вернон Норвуд, Шамир Литл, Брус Дедмон и Кејлин Браун истрчала је данас актуелни светски рекорд у времену 3:07.41.

## Победници на великим такмичењима

### Олимпијске игре
- 2020:  Пољска (Кајетан Душински, Наталија Качмарек, Јустина Свијети-Ерзетић, Карол Залевски) 3:09.87
- 2024:  Холандија (Јуџин Омала, Лике Клавер, Исаја Клајн Икинк, Фемке Бол) 3:07.43 (Европски рекорд)

### Светско првенство
- 2019:  Сједињене Државе (Вилберт Лондон, Алисон Феликс, Кортни Около, Мајкл Чери) 3:09.34
- 2022:  Доминиканска Република (Лидио Андрес Фелиз, Мерилејди Паулино, Александер Огандо, Фиордализа Кофил) 3:09.82
- 2023:  Сједињене Државе (Џастин Робинсон, Рози Ефионг, Метју Болинг, Алексис Холмс) 3:08.80

## Десет најбржих штафета свих времена
- Ажурирано 16. новембра 2024. по информацијама са сајта Светске атлетике.

| Ранг | Време (минути:секунде.стотинке) | Тим                    | Датум          | Место | Референца |
| ---- | ------------------------------- | ---------------------- | -------------- | ----- | --------- |
| 1    | 3:07.41                         | Сједињене Државе       | 2. август 2024 | Париз | [ 5 ]     |
| 2    | 3:07.43                         | Холандија              | 3. август 2024 | Париз | [ 6 ]     |
| 3    | 3:08.01                         | Велика Британија       | 3. август 2024 | Париз | [ 6 ]     |
| 4    | 3:09.36                         | Белгија                | 3. август 2024 | Париз | [ 6 ]     |
| 5    | 3:09.82                         | Доминиканска Република | 15. јул 2022   | Јуџин | [ 7 ]     |
| 6    | 3:09.87                         | Пољска                 | 31. јул 2021   | Токио | [ 8 ]     |
| 7    | 3:09.92                         | Ирска                  | 7. јун 2024    | Рим   | [ 9 ]     |
| 8    | 3:10.60                         | Француска              | 3. август 2024 | Париз | [ 6 ]     |
| 9    | 3:10.69                         | Италија                | 7. јун 2024    | Рим   | [ 9 ]     |
| 10   | 3:11.06                         | Јамајка                | 2. август 2024 | Париз | [ 10 ]    |

## Континентални рекорди у трци мешовитих штафета 4 × 400 метара
(стање 16. новембра 2024)
|     | Време   | Тим        | Састав                                                            | Датум               | Место        |
| --- | ------- | ---------- | ----------------------------------------------------------------- | ------------------- | ------------ |
| ОР  | 3:07,41 | САД        | Вернон Норвуд, Шамир Литл, Брус Дедмон, Кејлин Браун              | 2. август 2024.     | Сен Дени     |
| АЗР | 3:11,82 | Бахреин    | Муса Иса, Аминат Јусуф Џамал, Салва Еид Насер, Абас Абубакар Абас | 29. септембар 2019. | Доха         |
| АФР | 3:11,88 | Кенија     | Заблон Екал Еквам, Мери Мора, Келвин Сане Таута, Мерси Чебет      | 15. јун 2024.       | Најроби      |
| ЕР  | 3:07,43 | Холандија  | Јуџин Омала, Лике Клавер, Исаја Клајн Икинк, Фемке Бол            | 3. август 2024.     | Сен Дени     |
| САР | 3:07,41 | САД        | Вернон Норвуд, Шамир Литл, Брус Дедмон, Кејлин Браун              | 2. август 2024.     | Сен Дени     |
| ЈАР | 3:14,48 | Колумбија  | Џон Перлаза, Лина Ликона, Николас Салинас, Евелис Агуилар         | 7. април 2024.      | Мексико Сити |
| ОКР | 3:17,00 | Аустралија | Бендере Обоја, Анелиз Руби-Реншо, Тајлер Ган, Алекс Бек           | 12. јун 2021.       | Гоулд Коуст  |
| РС  | 3:21,27 | Србија     | Никола Костић, Александра Пешић, Иван Марковић, Маја Ћирић        | 22. јун 2023.       | Хожов        |

## Снимци
- Обарање светског рекорда у мешовитој штафети 4 х 400 метара у полуфиналу Олимпијских игара у Паризу 2024.
- Победа мешовите штафете Холандије у финалу Олимпијских игара у Паризу 2024.